# Biblische Erzählfiguren

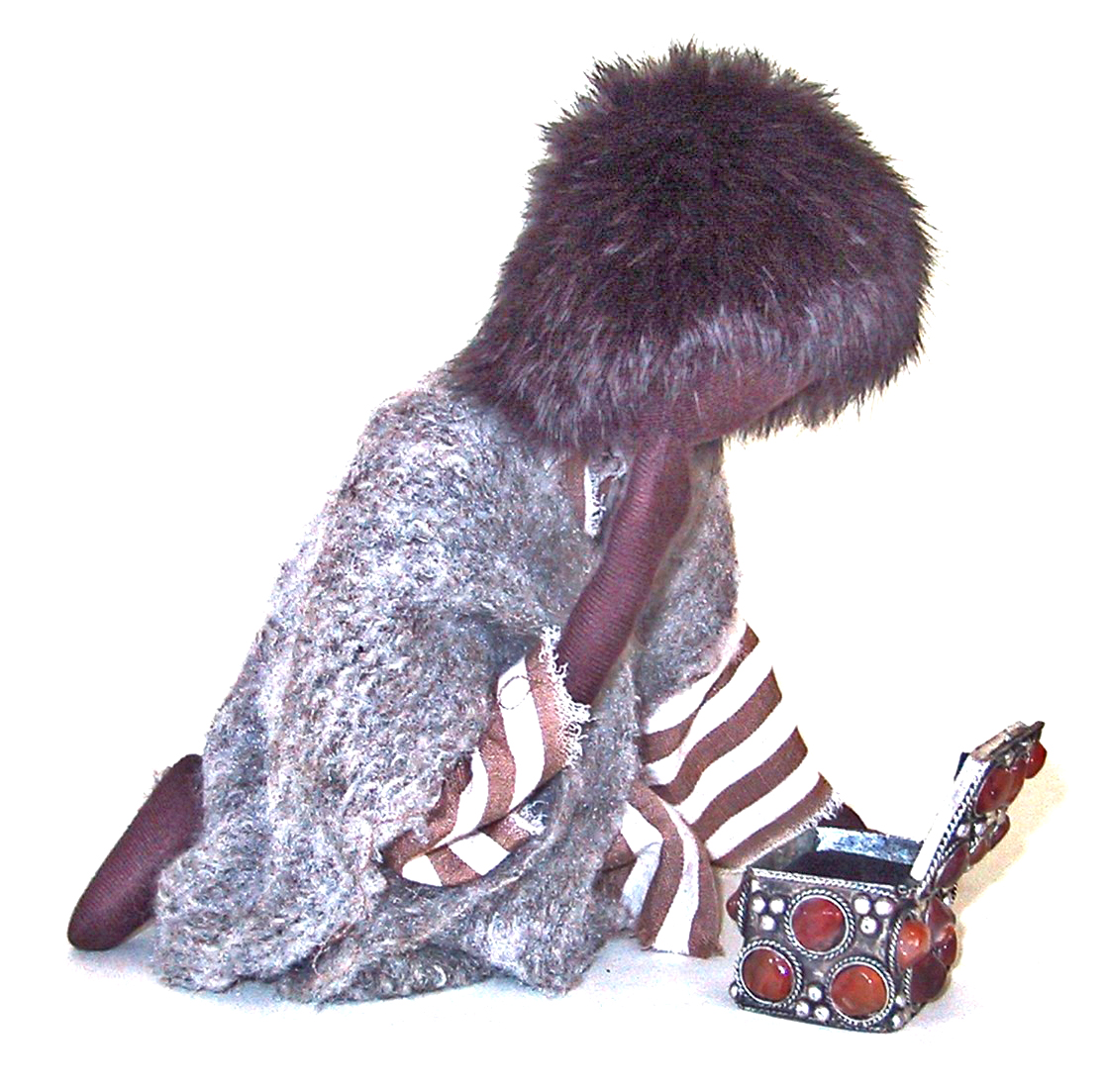
Biblische Erzählfigur – Schatzfinder

Biblische Erzählfiguren (auch bekannt als Egli-Figuren) sind kunsthandwerkliche Hilfsmittel zur Darstellung und zum Erzählen biblischer Geschichten. In verschiedenen Größen (30, 50 und 70 cm) werden sie bei Bibelarbeit, Unterricht, Seelsorge oder Ausstellungen benutzt, um die Geschichten der Bibel anschaulich und begreifbar zu machen. Sie haben kein Gesicht, um sie von ihrem Ausdruck her nicht festzulegen. Gefühle und Absichten werden durch Körpersprache ausgedrückt.

## Geschichte

### Entstehung der Biblischen Figuren in der Schweiz

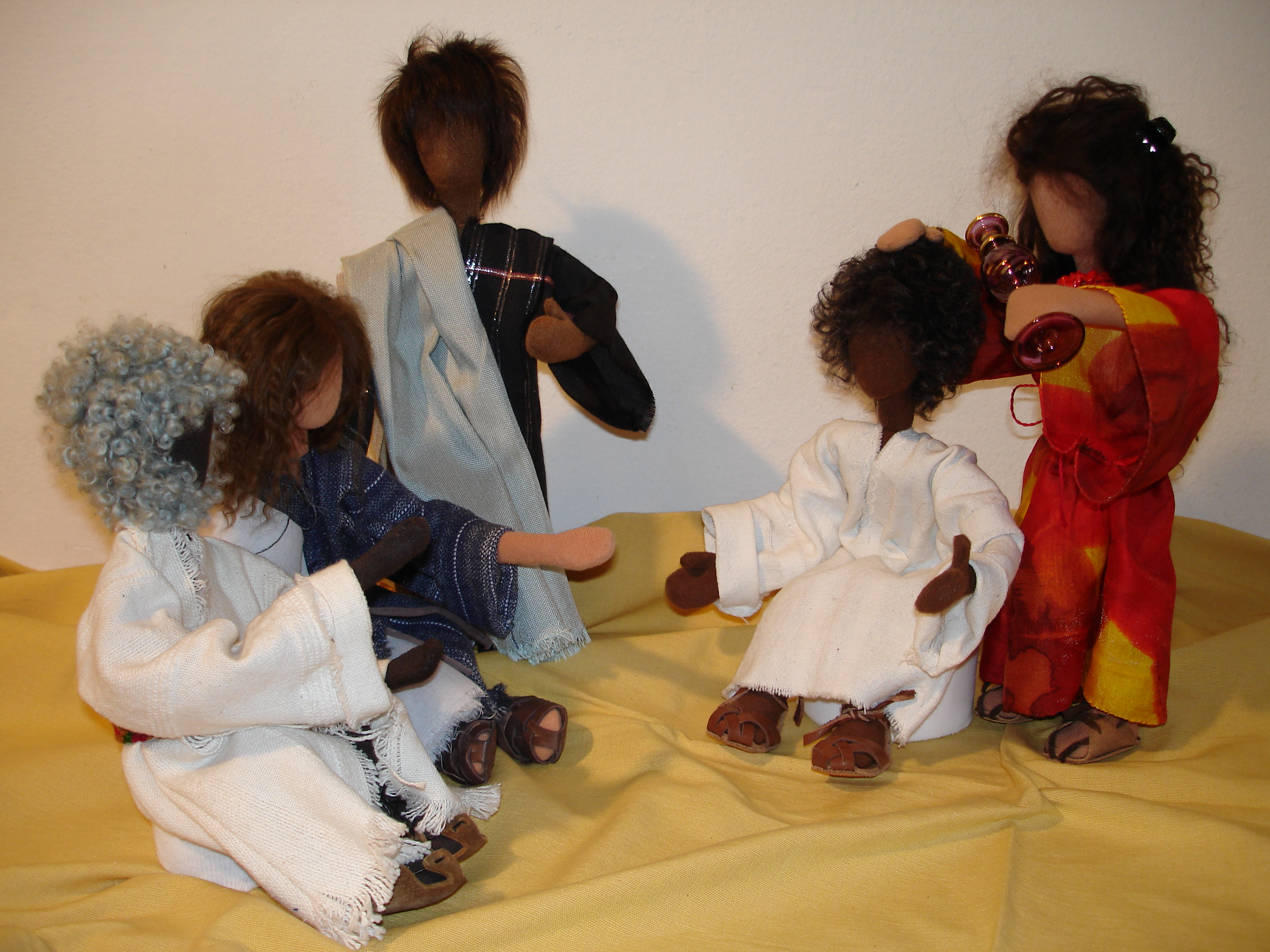
Biblische Erzählfiguren – Die Sünderin salbt Jesus

Die ersten biblischen Figuren dieser Art entwickelte Schwester Anita Derungs OP, eine Ordensfrau im schweizerischen Kloster Ilanz in den Sommerferien 1964. Sr. Anita war damals Erzieherin in Ilanz. Die Anregung zu den beweglichen Figuren kam von der damaligen Präsidentin des Müttervereins in Graubünden, Frau Fryberg-Candinas. Sie träumte von einer Weihnachtskrippe für die Familie mit beweglichen Figuren. Die biblischen Figuren entstanden also in der Tradition der Weihnachtskrippen.
Über bewegliche Krippenfiguren haben sich schon viele Gedanken gemacht. Es lassen sich verschiedene Vorläuferfiguren nachweisen. Deren Beweglichkeit scheiterte allerdings an mangelhaftem Werkmaterial wie beispielsweise am zerbrechlichen Draht. Sr. Anita Derungs arbeitete mit Werkmaterial, wie es in jedem Haushalt aufzutreiben war: Elektrikerdraht, auch Sisaldraht, Stoff- und Holzreste. Die Köpfe modellierte sie mit Hartschaum und überzog sie mit Duvetine oder Kettsamt. Diese Materialien werden heute noch verwendet.
Von dem Bemühen um bewegliche Krippenfiguren im Kloster Ilanz erfuhr Josy Brunner. Sie war Leiterin vom „Haus der Mütter“ (heute: Bildungszentrum Matt) auf dem Schwarzenberg, einer Fortbildungseinrichtung der katholischen Frauen- und Müttergemeinschaft (FMG) in der Schweiz. Josy Brunner nahm Kontakt zu Sr. Anita auf und interessierte sich sehr für die Figuren.
Diese Kontakte führten zum ersten Krippenfiguren-Kurs schon im Herbst 1964 im „Haus der Mütter“ auf dem Schwarzenberg. Die Leitung hatten Josy Brunner und Sr. Anita. Die ersten Kursteilnehmerinnen waren begeistert und setzten sich in den folgenden Jahren mit großer Hingabe für die Weiterentwicklung der Figuren ein. Unter diesen vier bis fünf „Erstgenerationsfrauen“ waren Beatrice Zimmermann, die später die 50er-Figuren entwickelte, und Maria Widmer. Maria Widmer wohnte damals in Baar. Ihr Mann war dort Lehrer. Sie engagierte sich in der Mütterberatung in Baar und lernte dort die junge Doris Egli kennen, die aus Ostdeutschland kam und nach Baar geheiratet hatte. 1966 – also zwei Jahre nachdem Sr. Anita die Figuren in Kloster Ilanz kreiert hatte – zeigte Maria Widmer Doris Egli, wie man die Figuren herstellt. Dadurch kam Doris Egli in Kontakt mit den Figurenfrauen und wirkte mit Feuereifer bei der Weiterentwicklung der Figuren mit. Ihre Ausbildung als Gestalterin an der Staatlichen Akademie der Bildenden Künste in Stuttgart erwies sich als sehr hilfreich.

### Materialverbesserungen und Trennung
Die gemeinsame Arbeit von Doris Egli und den anderen Figurenfrauen auf dem Schwarzenberg war nur von kurzer Dauer. Ein Konflikt entzündete sich am Werkmaterial. Damals, in den ersten Figurenkursen wurde noch verschiedenes ausprobiert. Zwei technische Verbesserungen waren bedeutend:

#### Entwicklung zu Bleischuhen
Zunächst wurde Vorhangblei in die Schubimehlschuhe eingearbeitet; später war es Buchdruckerblei. Für die Bleiklötzchenschuhe wurden Buchdruckerstege mit Heftpflaster oder Isolierband am Sisaldraht befestigt und mit Schubimehl ausgeformt. Erste einfache Bleischuhe ganz aus Blei goss Pfarrer Werner Thommen. Über eine Kursleiterin ergaben sich Kontakte zum Kunstschmied Berchtold Frei. Er konnte professionell arbeiten und stellte seit 1975 die Bleischuhe her. Von ihm übernahm sein Sohn Christoph Frei die Herstellung der Bleischuhe; er liefert sie bis heute in allen Figurengrößen.

#### Entwicklung zur Klammer
Anfangs bestanden die Beine aus Sisaldraht und die Arme aus Elektrikerdraht. Mit der Zeit setzte sich der Sisaldraht auch für die Arme durch. Doch damit konnten die beiden Drähte nicht mehr umeinander geschlungen werden, sonst wäre das Gestell am „Hals“ zu dick geworden. Zunächst wurden die beiden Sisaldrähte zusammengenäht. Doch der Halt war mäßig. Die entscheidende Veränderung kam von Doris Egli. Sie entwickelte mit ihrem Mann Primo zusammen eine Metallklammer, um die beiden Sisaldrähte stabil zusammenzuhalten.
Mit diesem geklammerten Gestell ging Doris Egli 1976 unter der Bezeichnung „Original-Doris-Egli-Material“ auf den Markt. Sie wollte Urheberrechtsansprüche auf die Biblischen Figuren anmelden. Dies konnte sie rechtlich nicht durchsetzen, weil zu viele Frauen an der Figurenentwicklung beteiligt waren. Es war ihr nur möglich, Markenrechte auf ihren Namen zu erwirken, daher die Bezeichnung „Original-Doris-Egli-Material“ – und das Interesse von Doris Egli, die Figuren nicht Biblische Figuren, sondern Egli-Figuren zu nennen.
Eglis Bemühen um Urheberrechtsansprüche bei den Figurengestellen hat in der Schweiz zu einem großen Konflikt unter den Figurenfrauen geführt, da bisher alle unentgeltlich ihre Ideen zur Weiterentwicklung der Figuren beigetragen haben. Mehrere Vermittlungsversuche auf dem Schwarzenberg scheiterten. Letztendlich führten die Urheberrechtsansprüche zum Bruch von Doris Egli mit dem Schwarzenberg und den anderen Figurenfrauen. Seither arbeitete Doris Egli mit ihrem „Original-Egli-Material“ weiter, und die Schwarzenberger mit ihren Schwarzenberger Figuren. Das war 1976.

#### Situation 2007
Heute stellt die Stiftung Brändi in Horw (Schweiz) die Figurengestelle her. Jährlich werden inzwischen so viele Gestelle gebraucht, dass für acht behinderte Menschen ein Arbeitsplatz geschaffen werden konnte. Die letzte wesentliche Weiterentwicklung an den Figuren war die bewegliche Hand mit der Drahtschlinge, die auch bei der Arbeitsgemeinschaft Biblische Figuren (ABF) verwendet wird. Sie ist auf Beatrice Zimmermann zurückzuführen, die sie 1979 eingeführt hat. Doris Egli hat die bewegliche Hand bei ihren Figurengestellen damals nicht übernommen, bietet aber heute eine eigene Entwicklung mit beweglichem Daumen an. Im Laufe der Jahre haben sich drei Größen an Biblischen Figuren herausgebildet. Es gibt jetzt 30er, 50er und 70er-Figuren, zu den 30er-Figuren auch passende Tiere.

### Biblische Erzählfiguren in Deutschland

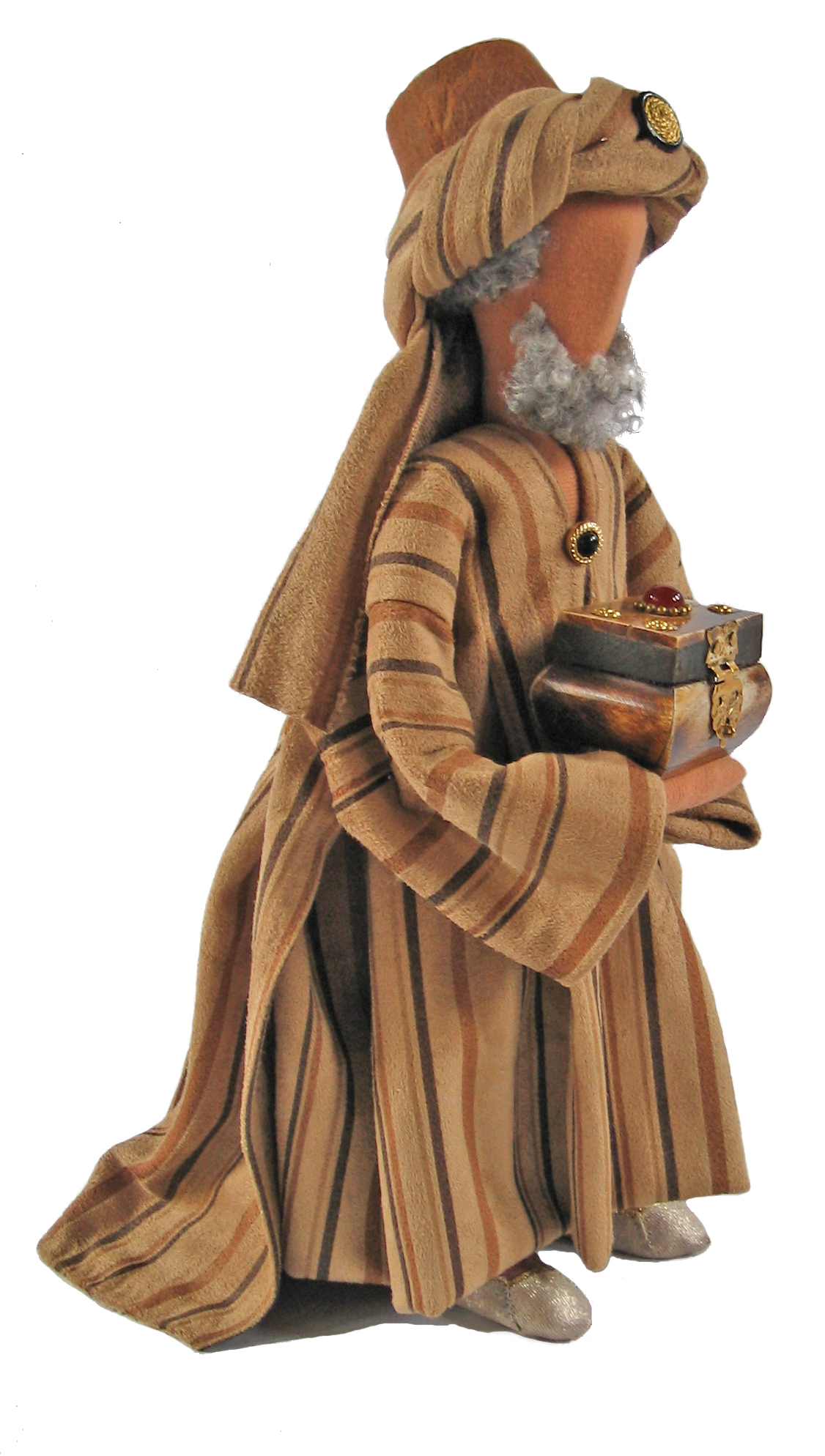
Biblische Erzählfigur – Magier (König)

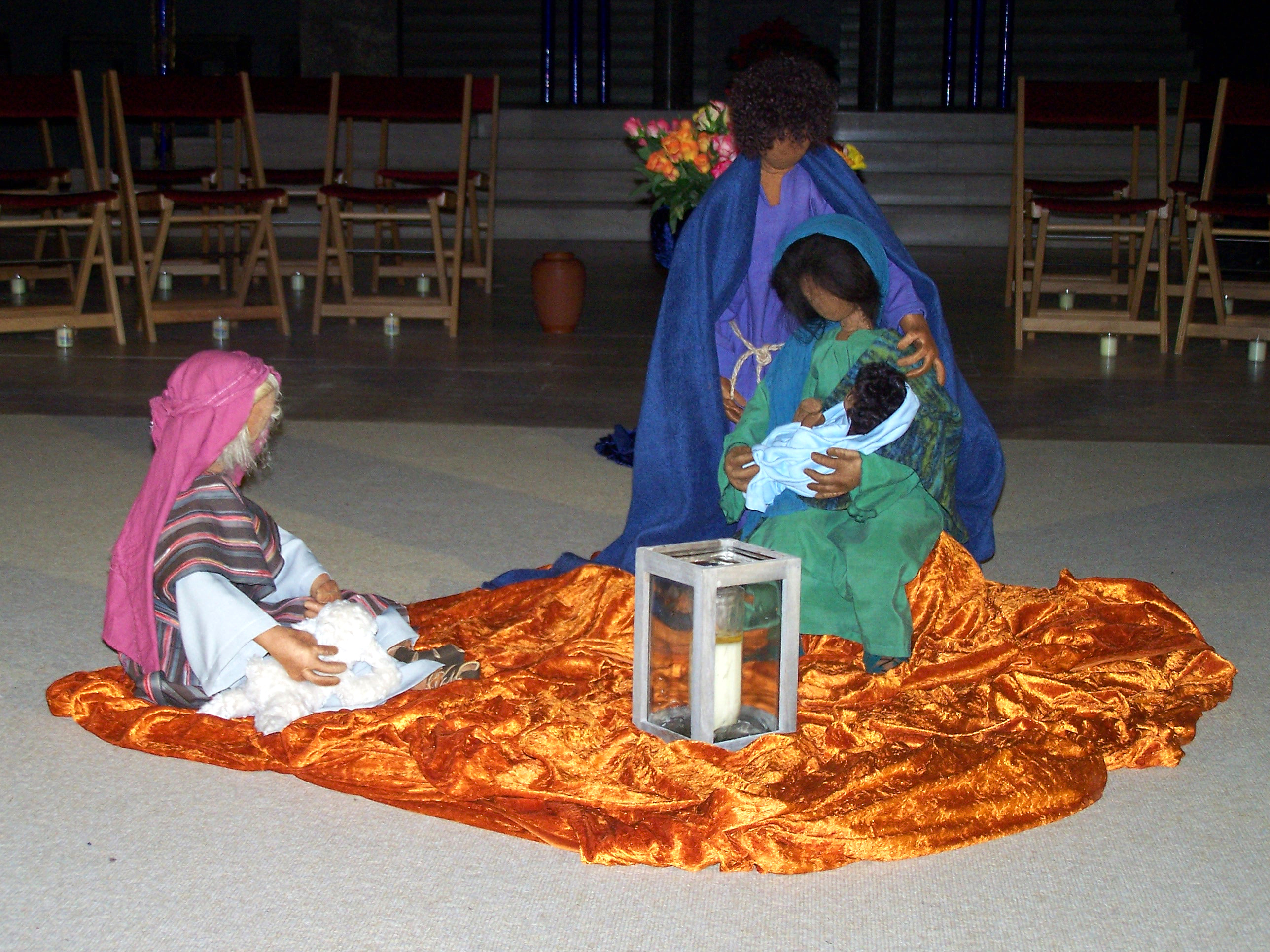
Weihnachtskrippe mit Egli-Figuren und dem Licht aus Betlehem im Jahr 2011 in der Heilig-Kreuz-Kirche des Heilig-Kreuz – Zentrum für christliche Meditation und Spiritualität des Bistums Limburg in Frankfurt-Bornheim

1978 reiste die Pfarrfamilie Knoch aus Mägerkingen auf der Schwäbischen Alb nach Taizé und lernte dort Familie Marty aus Luzern in der Schweiz kennen. Es entstand eine Freundschaft zwischen den Familien. Weil Ida Marty zu jener Zeit bereits Kurse für biblische Figuren gab, lernte die Familie Knoch dort die Figuren kennen. 1980 wurde Pfarrer Werner Knoch zum Leiter von Stift Urach, dem Einkehrhaus der württembergischen Landeskirche berufen. Dort fand schon im darauffolgenden Jahr im Oktober 1981 der erste Figurenkurs unter der Leitung von Ida Marty und Werner Knoch statt.
Von Anfang an wollten Pfarrer Knoch und Ida Marty nicht nur Werkkurse zur Herstellung der Figuren anbieten. Die Figuren sollten nicht nur bewegliche Krippenfiguren sein, sondern zur Veranschaulichung verschiedener biblischer Texte aus dem Alten Testament und dem Neuen Testament dienen. Weil für Knoch und Marty die Figuren als Verstehenshilfen der Bibel sehr wichtig waren, wurden bald nach den ersten Werkkursen Gestaltungswochenenden mit bereits hergestellten Figuren angeboten. Die Teilnehmerinnen mussten sich nicht mehr um die Produktion der Figur kümmern, sondern konnten sich ganz auf die Bibeltexte und deren Umsetzung ins Heute konzentrieren. Zwischen 1981 und 1994 führte Ida Marty insgesamt 32 Werk-, Leiter- und Gestaltungskurse in Stift Urach durch. Die Partnerschaft zwischen den Biblischen Figuren und dem Stift Urach besteht somit fast seit der Gründung des Einkehrhauses Stift Urach (das ursprünglich Evangelisch-Theologisches Seminar war).
Eineinhalb Jahre nach dem ersten Figurenkurs mit Ida Marty – im Februar 1983 – fand der erste Leiterkurs mit Doris Egli statt. Sie wurde eingeladen, weil sie an der Entwicklung der Figuren entscheidenden Anteil hatte. Man erhoffte sich von ihr wertvolle neue Impulse. Während die Erfahrungen mit Doris Egli als Künstlerin beeindruckend waren, blieben sie doch unbefriedigend bei ihr als Kursleiterin. Deshalb beschlossen Ida Marty und Werner Knoch, die Leiterinnenausbildung selber in die Hand zu nehmen. So wurde jährlich ein Kursleiterinnentreffen unter der Leitung von Knoch und Marty sowie ein Kontakttag mit Doris Egli vorgesehen.
Im Laufe der Jahre übernahmen mehr und mehr deutsche Kursleiterinnen in Stift Urach die Fortbildungsaufgaben. Ab 1991 übernahmen vor allem Marie-Luise Pöpel und Sigrid Meyer die Kurse von Ida Marty. Als Pfarrfamilie Knoch 1994 in den Ruhestand wechselte, zog sich auch Ida Marty aus den Figurenkursen im Stift zurück. Aus der gemeinsamen Arbeit von Werner Knoch und Ida Marty ist das Büchlein Als ob du selbst dabei wärest entstanden, mit biblischen Geschichten zum Miterleben von Werner Knoch, illustriert von Ida Marty.
Nachdem Pfarrer Udo Hofmann die Leitung in Stift Urach übernommen hatte, blieben die Kurse mit Biblischen Figuren dort fester Bestandteil des Programms. Sie weiteten sich sogar aus. Da die Figuren nicht nur in Stift Urach auf ungebrochenes Interesse stießen, stieg die Zahl der Kursleiterinnen ständig und unzählige Werkkurse zur Figurenherstellung wurden angeboten. In Württemberg wurden die Biblischen Figuren vorwiegend als „Egli-Figuren“ bekannt, weil die Frauen mit Egli-Material arbeiteten, das Doris Egli bei den Kontakttagen im Stift aus der Schweiz mitbrachte.
Mit der Zeit konnte Doris Egli das für die vielen Kurse benötigte Material nicht mehr im notwendigen Umfang beschaffen. Trotz der Einrichtung von Materialdepots gab es immer öfter Lieferschwierigkeiten und infolgedessen Hamsterkäufe. Inzwischen hatten einige deutsche Kursleiterinnen auf der Suche nach neuen Materialquellen wieder den Schwarzenberg und Kunstschmied Christoph Frei entdeckt und festgestellt, dass deren Material dem bisher einzig bekannten Egli-Material mindestens ebenbürtig war. Mit Schwarzenberg-Material, das lieferbar war, durfte aber im Kreise der Egli-orientierten Kursleiterinnen nicht gearbeitet werden.
Nachdem Vermittlungsversuche fehlgeschlagen waren, entschlossen sich Silvia Dalferth, Gabriele Lohner und Marie-Luise Pöpel, einen Verein zu gründen. Die ständig sich erweiternde Arbeit mit den Figuren erforderte einen ordentlichen Rahmen. So kam es im April 1997 im Stift zur Gründung des gemeinnützigen Vereins Arbeitsgemeinschaft Biblische Figuren – ABF e. V. Dem neu gegründeten Verein trat die deutliche Mehrheit der damaligen Kursleiterinnen bei. Doris Egli zog sich anschließend aus dem Stift zurück.
Die ABF übernahm das Kursangebot, qualifizierte vor allem die Leiterkurse durch eine detaillierte Materialmappe und ergänzte das Angebote um Werkkurse mit 50er und 70er Figuren.

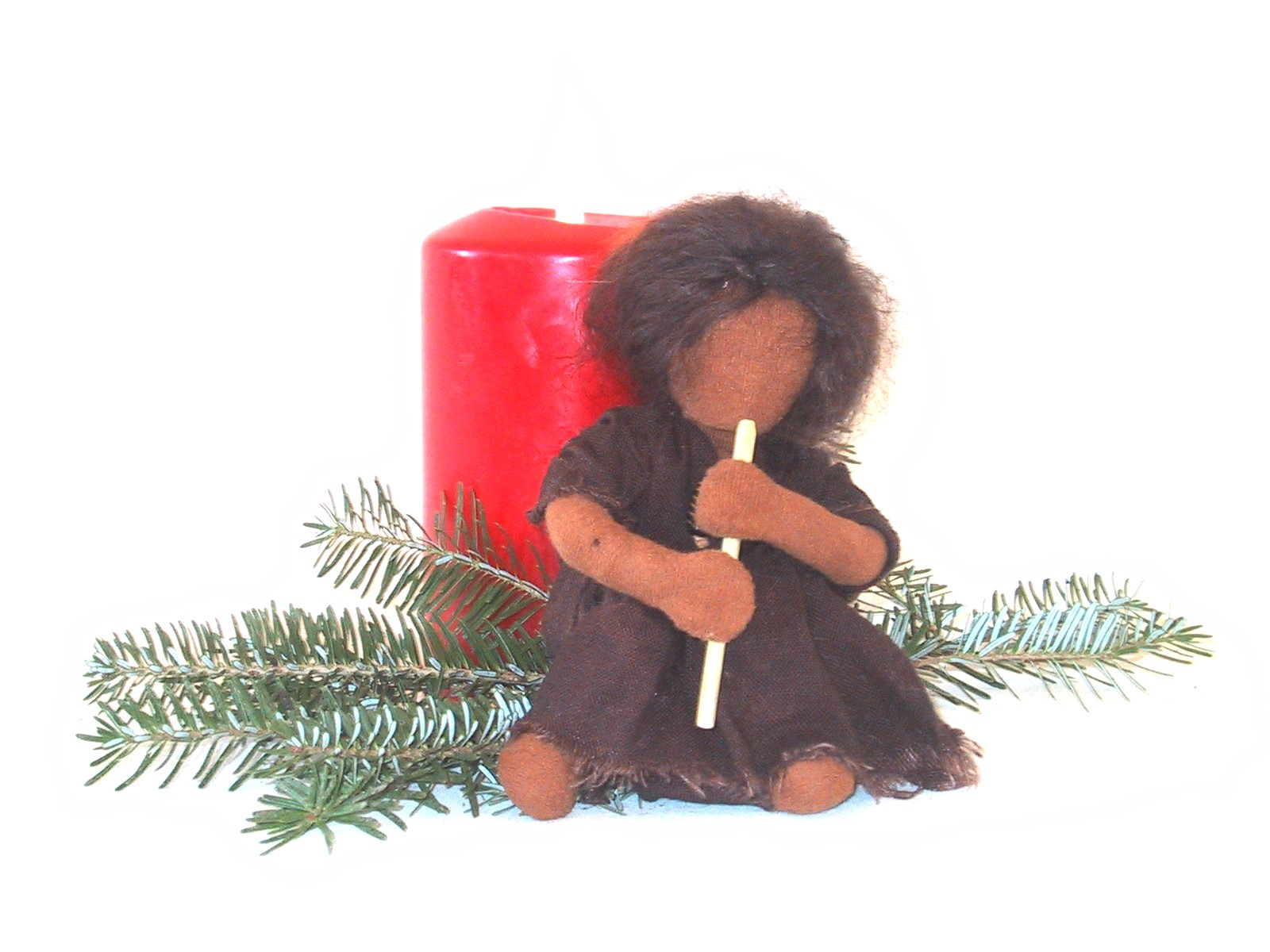
Biblische Erzählfigur – Hirtenmädchen

Die Bereiche, in denen Figuren eingesetzt werden, weiten sich noch immer. Erzählfiguren werden in Gottesdiensten, Kindergottesdienst, im Kindergarten, Religionsunterricht, Konfirmandenunterricht, in der Erwachsenenbildung, in Ausstellungen, oft auch in der Gestaltung der Predigttexte in mancher Ortskirche, Figurentheater, Ausstellungen in Supermärkten und vielem mehr eingesetzt.
Die Beliebtheit der Figuren dehnt sich auch ins Ausland aus. Figurenkurse finden nachweislich in Finnland, Luxemburg, Frankreich, Österreich und wohl weiteren Ländern statt. In Island ist eine ABF-Kursleiterin tätig. Zwei Frauen aus Chile wurden ausgebildet, die jetzt in der Evang.-Luth. Kirche in Chile mit Figurenkursen anfangen.

### Biblische Figuren in Österreich und Tschechien

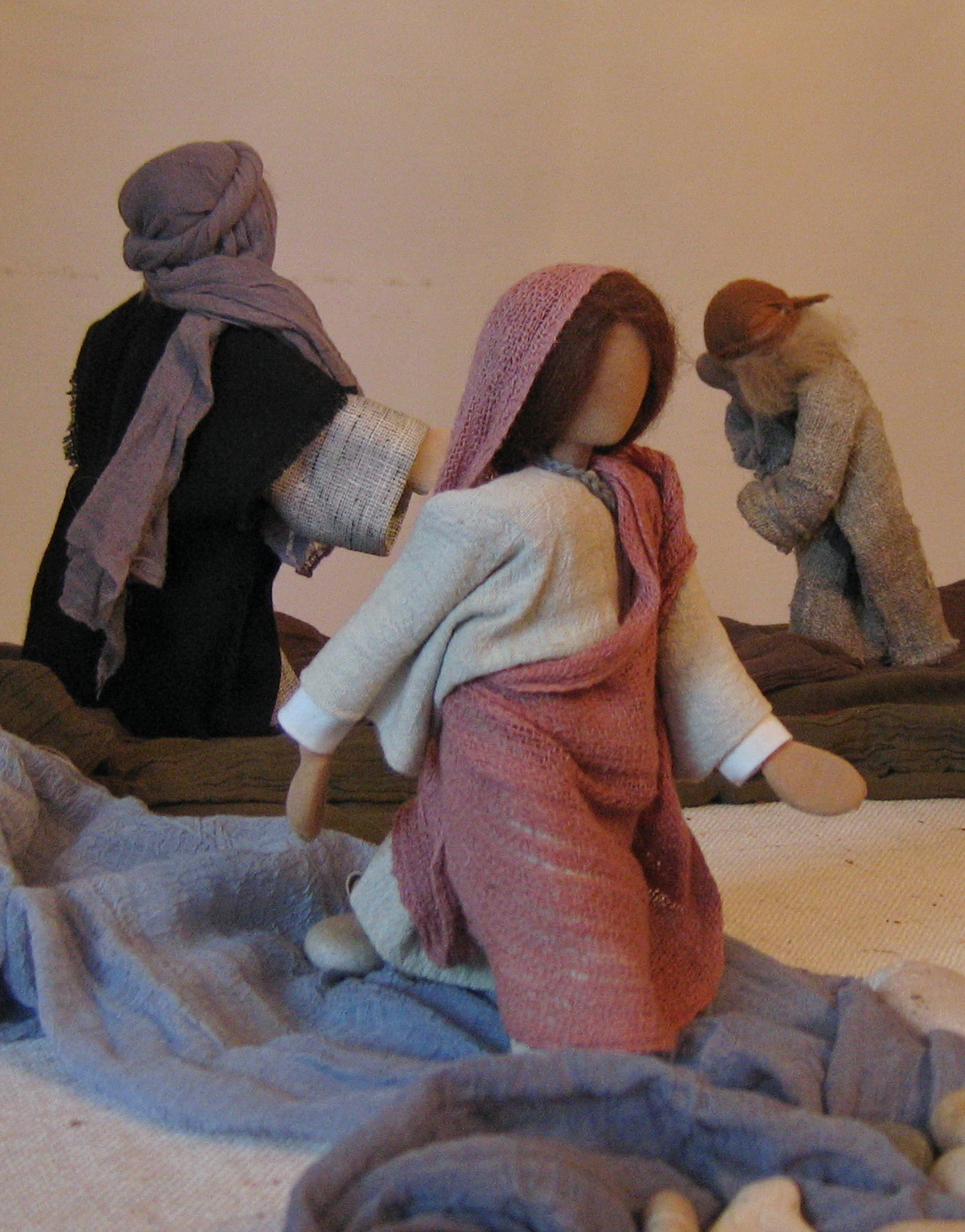
Bewegungsstudie mit Biblischen Erzählfiguren

Über Deutschland fanden die Biblischen Figuren ihren Weg in den 1990er Jahren auch nach Österreich. Regina Fucik und Annemarie Holzer (SSM) hatten die Figuren in Deutschland kennengelernt und organisierten ab 1993 erste kleine Kurse in ihrem Franziskanischen Begegnungszentrum in Wien. Auf ihre Empfehlung lud das Haus der Stille in der Steiermark 1995 Alexa Eckenstein als Referentin für einen Kurs ein.
Da die Figuren in Österreich noch unbekannt waren, drohte der Kurs aus Teilnehmermangel auszufallen. Um das Zustandekommen des Kurses zu retten, nahmen auch einige junge Frauen aus der Gemeinschaft vom Haus der Stille teil, darunter Elisabeth Waltersdorfer. Als gelernte Handweberin war sie von dieser Kombination aus handwerklichem und geistlichem Tun begeistert. In der Folge nahm sie an weiteren Kursen im Haus der Stille, im Franziskanischen Begegnungszentrum in Wien und in Deutschland teil.
Inzwischen überzeugt von der Sache, entschloss sie sich 1997, zusammen mit Bernadette Wagner aus Kärnten, die ebenfalls an einigen Kursen teilgenommen hatte, die Kursleiterausbildung in der Schweiz zu machen. Auch Annemarie Holzer aus Wien ließ sich zur Kursleiterin ausbilden. Während sie nach Deutschland zu Doris Egli ging, gingen Elisabeth Waltersdorfer und Bernadette Wagner in die Schweiz nach Schwarzenberg. Die oberösterreichische Theologin Martha Leonhartsberger war die Dritte, die, nach dem Besuch einiger Kurse bei Lisi Waltersdorfer, im Jahr 2000 nach Schwarzenberg ging, um sich zur Kursleiterin ausbilden zu lassen.
Seit 2003 gibt es ein jährliches Kursleiterinnentreffen. Im Jahr 2006 konstituierte sich ohne Vereinsgründung die Arbeitsgemeinschaft „Biblische Figuren Österreich“. Neben den Kursleiterinnen der Arbeitsgemeinschaft „Biblische Figuren Österreich“ gibt es ausgehend von Annemarie Holzer auch einige Egli-Kursleiterinnen in Österreich.

#### Tschechien
Bei einem Treffen der Mitteleuropäischen Bibelwerke im Sommer 1998 in Brixen (Südtirol) waren Elisabeth Waltersdorfer als erste österreichische Kursleiterin und Anneliese Hecht (seit 1982 Referentin für Bibelpastoral im Bibelwerk Stuttgart und Verfasserin eines Buches über die Arbeit mit Biblischen Figuren) eingeladen, die Biblischen Figuren vorzustellen. Die Figuren stießen dabei vor allem bei den Teilnehmern aus Osteuropa auf Interesse. In der Folge organisierte das Österreichische Bibelwerk einen Kurs mit Lisi Waltersdorfer für Teilnehmer aus Osteuropa im steirischen Haus der Stille. Mit dabei waren Petr Chalupa vom Tschechischen Bibelwerk und Marie Klašková.
Marie Klašková ließ sich dann in Schwarzenberg zur Kursleiterin ausbilden und hält als bisher einzige Kursleiterin in Tschechien und Mitarbeiterin im Tschechischen Bibelwerk bis zu 20 Figurenkurse pro Jahr im ganzen Land. Für die Figurenarbeit in Tschechien hat sie das Buch von Anneliese Hecht, „Kreatives Arbeiten mit Biblischen Figuren“, ins Tschechische übersetzt. Um in den Erfahrungsaustausch mit anderen Kursleiterinnen eingebunden zu sein, ist sie seit 2008 Mitglied der österreichischen Arbeitsgemeinschaft. Das Kursleiterinnentreffen der österreichischen Arbeitsgemeinschaft fand im Mai 2011 erstmals in Dolany bei Olomouc in Tschechien statt.

## Kritik an der Arbeit mit den Figuren
Kritik an der Arbeit mit den biblischen Erzählfiguren wurde vor allem geäußert, weil die Herstellung fast ausschließlich in Kursen möglich sei und die Materialbeschaffung von manchen Kursleiterinnen und Kursleitern wie ein Geheimnis gehütet würde. Die Idee, die Figuren so vor Verkommerzialisierung zu schützen, werde ad absurdum geführt, da sich die Kursanbieter auf diese Weise einen Marktvorteil verschafften und als Quasi-Monopolisten selbst im Zentrum der Verkommerzialisierung stünden.
Als Antwort auf diese Kritik gibt es inzwischen eine Reihe von Anbietern fertig gestalteter Erzählfiguren (z. B. das Kindermissionswerk). Die ABF e. V. bietet bei ihren Kursen weiteres Material für die Arbeit zu Hause an. Darüber hinaus kann es jedermann bei der Materialstelle des Vereins beziehen. In der Schweiz wird es in vielen Bastellläden zum Verkauf angeboten.

### Arbeitskreise und Gruppen, die mit Biblischen Erzählfiguren arbeiten
- Arbeitsgemeinschaft Biblische Figuren (ABF e. V.)
- Interessengemeinschaft der österreichischen Kursleiterinnen für Biblische Figuren
- Egli-Figuren-Arbeitskreis Deutschland e. V.